# Goljevšček
Goljevšček je priimek v Sloveniji, ki ga je po podatkih Statističnega urada Republike Slovenije na dan 1. januarja 2010 uporabljalo 168 oseb in je med vsemi priimki po pogostosti uporabe uvrščen na 2.629. mesto.

## Znani nosilci priimka
- Alenka Goljevšček Kermauner (1933—2017), pisateljica, dramatičarka
- Alexander Goljevšček (z Metko Demšar Goljevšček), "Nazaj na konja"
- Frane Goljevšček (*1936), publicist, pisatelj, pesnik, kulturni delavec (učitelj)
- Mara Goljevšček (por. Mara Puntar), prevajalka
- Milovan Goljevšček (1901—1981), gradbenik hidrotehnik, univerzitetni profesor
- Metka Demšar Goljevšček, glasbenica (pianistka, pevka) "Nazaj na Konja" (z Alexandrom Goljevščkom)
- Mirjam Goljevšček Barle, prof. v Argentini